# Hideki Nagai
Hideki Nagai (Oita, 26 januari 1971) is een Japans voetballer.

## Carrière
Hideki Nagai speelde tussen 1992 en 2007 voor Tokyo Verdy, Fukuoka Blux, Shimizu S-Pulse, Yokohama Flügels, Yokohama F. Marinos, Oita Trinita en FC Ryukyu. Hij tekende in 2008 bij FC Ryukyu.